# Gian Pietro Martinelli
Gian Pietro Martinelli (Rovato, 22 ottobre 1952) è un ex calciatore italiano, di ruolo difensore.

## Caratteristiche tecniche
Giocò nel ruolo di libero.

## Carriera
Giocò in Serie A con il Como.